# Gewagtes Alibi
Gewagtes Alibi (Originaltitel: Criss Cross) ist ein in Schwarzweiß gedrehter US-amerikanischer Film noir von Robert Siodmak aus dem Jahr 1949.

## Handlung
Los Angeles: Steve und Anna treffen sich heimlich nachts auf dem Parkplatz einer Rumba-Bar, in der Annas Mann, der Gangster Slim Dundee, auf sie wartet. Sie versichern sich gegenseitig, dass sich nach dem morgigen Tag alles zum Guten wenden werde. Anna geht zurück in die Bar, Steve folgt ihr in einigem Abstand. In der Bar trifft Steve auf seinen alten Freund, Polizeileutnant Pete Ramirez, der ihn vor einer Konfrontation mit Dundee warnt. Steve ignoriert Ramirez’ Warnung und liefert sich eine Schlägerei mit Dundee, die sich später als Ablenkungsmanöver entpuppt: Steve und Dundee sind, trotz ihrer gegenseitigen Abneigung, Partner im geplanten Überfall auf einen Geldtransport. Am nächsten Morgen erinnert sich Steve, der den Geldtransporter steuert, während der Fahrt an die vorangegangenen Ereignisse:
Nach eineinhalb Jahren auf Tour quer durch die USA kehrt Steve nach Los Angeles zurück, das er verlassen hatte, nachdem seine Ehe mit Anna gescheitert war. In der Rumba-Bar, die beide früher regelmäßig besuchten, trifft er auf sie. Sie ist inzwischen mit dem zwielichtigen Slim Dundee liiert, der das Lokal betreibt. Die beiden Ex-Eheleute verabreden sich erneut. Bald darauf verschwindet Anna spurlos; als Steve ihr erneut begegnet, ist sie mit Dundee verheiratet. Sie erklärt ihre Heirat mit der massiven Ablehnung seitens Steves Mutter und seines Freundes Ramirez, der Anna sogar drohte, sie unter einem Vorwand verhaften und einsperren zu lassen. Steve und Anna beginnen eine Affäre, obwohl Anna, wegen ihrer beider Mittellosigkeit und Dundees notorischer Gewalttätigkeit, keinen Sinn in dieser sieht. 
Als Dundee mit seiner Bande in Steves Haus auftaucht, gibt Steve vor, er habe nur Kontakt mit Anna aufgenommen, um Dundee treffen zu können. Steve schlägt ihm vor, einen Geldtransporter, den er fährt, zu überfallen und sich die Beute zu teilen. Dundee erklärt sich einverstanden, und sie einigen sich auf Anna als Bote für Steves Anteil. Steve verabredet mit Anna, dass sie nach dem Überfall Dundee verlassen und mit Steves Anteil in einer Hütte in Palos Verdes auf ihn warten soll. Der Überfall gelingt, aber Steves mit ihm befreundeter Kollege Pop wird getötet. Dundee versucht, Steve umzubringen. Im Kampf werden beide schwer verletzt. Offenbar hatte Dundee von Anbeginn geplant, Steve auszuschalten. 
In den Zeitungen wird Steve als Held gefeiert, der sich den Räubern in den Weg stellte. Ramirez vermutet aber richtigerweise, dass Steve in den Überfall involviert war. Er konfrontiert ihn am Krankenbett und behauptet auch, dass Anna von Anfang an in Slims Pläne eingeweiht gewesen sei, was Steve aber nicht glauben mag. Ein von Dundee angeheuerter Gangster namens Nelson entführt Steve aus dem Krankenhaus, lässt sich aber mit einem lukrativen Geldangebot überreden, ihn zur Hütte in Palos Verdes zu fahren, wo Anna mit der Beute auf ihn wartet. Dort erfährt Steve, dass Anna nur den Geldboten spielte, um allein mit Steves Anteil vor Dundee fliehen zu können. In der Zwischenzeit hat Dundee von Nelson erfahren, wo Steve und Anna sich aufhalten, und fährt zu ihrem Versteck. Bevor Dundee die beiden erschießt, gesteht er, dass er ebenso wie Steve die untreue Anna liebt. Als Dundee flüchten will, ertönen Polizeisirenen.

## Hintergrund
Gewagtes Alibi entstand im Juni und Juli 1948 nach dem Roman Criss-Cross von Don Tracy. Ursprünglich sollte, wie Siodmaks Rächer der Unterwelt, Mark Hellinger den Film produzieren, der aber während der Produktionsvorbereitungen überraschend verstarb. Siodmak schrieb später in seiner Biografie, der Einfall, den Schauplatz des Überfalls mittels Rauchbomben einzunebeln, ginge auf sein Konto. Auch gab er an, den Musiker Esy Morales, der mehrfach im Tanzlokal zu sehen und hören ist, selbst durch Zufall entdeckt und nach Hollywood geholt zu haben. Morales verstarb schon bald darauf (laut Siodmak noch vor der Premiere 1949, laut der Library of Congress 1950). Gewagtes Alibi war auch das Leinwanddebüt von Tony Curtis, der kurz in einer Tanzszene mit Yvonne De Carlo zu sehen ist.
Gewagtes Alibi feierte seine Premiere am 12. Januar 1949. In der BRD startete der Film am 23. Oktober 1953.
Don Tracys Roman wurde 1995 von Steven Soderbergh als Die Kehrseite der Medaille (Originaltitel: The Underneath) erneut verfilmt.
Eine der ersten Einstellungen zeigt das Civic Center, Los Angeles in einer Luftaufnahme.

## Kritiken
„Unter Robert Siodmaks erfahrener Regie fügen sich die Rückblenden zu einer geschlossenen Einheit, ohne jemals zu verwirren oder zu langweilen. In seiner Inszenierung des Überfalls leistet er meisterhafte Arbeit.“

„Ein raues, einigermaßen unterhaltsames Melodram […] In vielerlei Hinsicht ist Gewagtes Alibi, dank Herrn Siodmaks einfallsreicher Regie, ein spannender Actionfilm. Aber er ist auch langatmig und schwerfällig, unter anderem weil Herr Siodmak in einem Drehbuch schwelgt, das redselig, weitschweifig und epigonenhaft ist. […] Gewagtes Alibi ist zu sehr überladen mit den gewohnten Charakteren die sich in gewohnter Weise verhalten, um einen bleibenden Eindruck zu hinterlassen.“

„Wunderbar schäbige Geschichte um Betrug und Besessenheit […] Wie immer bei Siodmak wird die Spannung mit straffem Tempo, visueller Präzision und herausragender Figurenzeichnung gehalten.“

„Hervorragend inszenierter Gangsterfilm im Stil der "Schwarzen Serie", der seine Spannung nicht aus realistischem Handlungsaufbau, sondern aus seiner düsteren und fatalistischen Atmosphäre bezieht.“